# 少叶龙胆
少叶龙胆（学名：Gentiana oligophylla）为龙胆科龙胆属的植物，为中国的特有植物。分布于中国大陆的湖北、四川等地，生长于海拔1,800米至2,800米的地区，见于山坡草地、山坡草丛、山坡路旁和林缘，目前尚未由人工引种栽培。